# IIHF

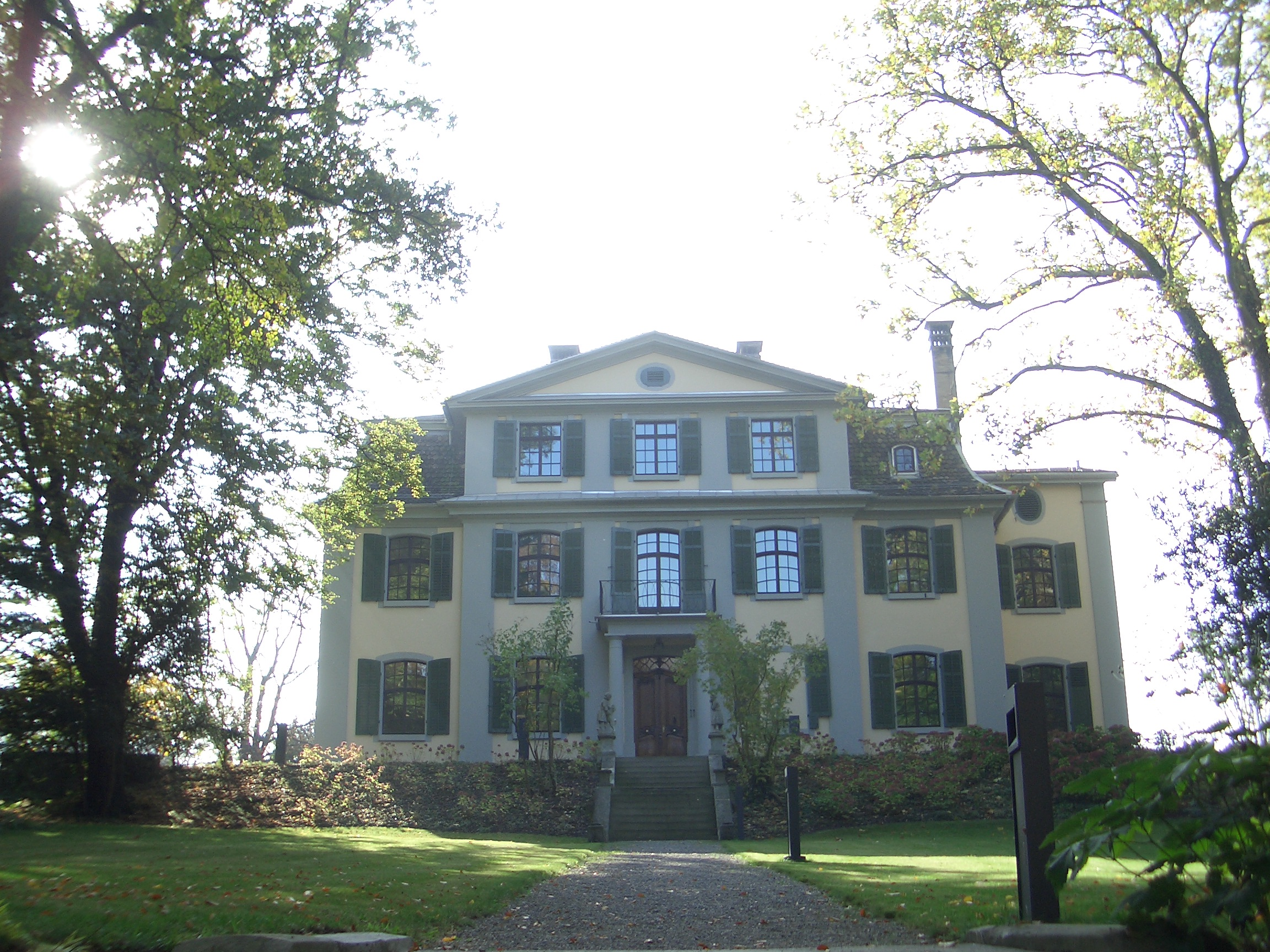
Kwatera główna IIHF w Zurychu

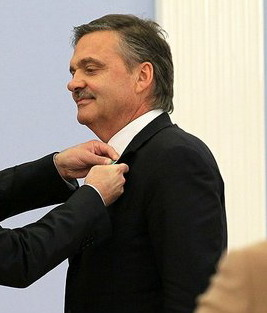
Prezydent IIHF w latach 1994-2021 René Fasel

IIHF (ang. International Ice Hockey Federation, pol. Międzynarodowa Federacja Hokeja na Lodzie) – organizacja hokeja na lodzie powstała w 1908 roku.

## Organizacja
Organizator turniejów mistrzostw świata oraz innych turniejów rangi mistrzowskiej m.in. mistrzostwa świata juniorów, czy mistrzostwa świata w hokeju na lodzie kobiet oraz turniejów klubowych Puchar Mistrzów IIHF, Puchar Kontynentalny. Od 2003 roku tworzy Ranking IIHF w który pokazuje obecne najlepsze drużyny zrzeszone w tejże organizacji.
We wrześniu 2021 roku IIHF zrzeszała 82 federacje państwowe. Dawniej członkami były również: Bohemia, Niemiecka Republika Demokratyczna, Socjalistyczna Federacyjna Republika Jugosławii, Nowa Fundlandia, Związek Socjalistycznych Republik Radzieckich i Czechosłowacja. Po rozpadzie Serbii i Czarnogóry członkostwo IIHF zachowała Serbia. Czarnogóra nie złożyła wniosku o członkostwo. Baza tej organizacji znajduje się w Zurychu w Szwajcarii.

## Prezydenci IIHF
| Imię Nazwisko        | Lata      | Uwagi                                             |
| -------------------- | --------- | ------------------------------------------------- |
| Louis Magnus         | 1908–12   | Przyjęty do Galerii Sławy IIHF w kategorii twórca |
| Henri Van den Bulcke | 1912–14   |                                                   |
| Bethune Minet Patton | 1914      | Przyjęty do Galerii Sławy IIHF w kategorii twórca |
| Louis Magnus         | 1914      |                                                   |
| Henri Van den Bulcke | 1914–20   |                                                   |
| Max Sillig           | 1920–22   |                                                   |
| Paul Loicq           | 1922–47   | Przyjęty do Galerii Sławy IIHF w kategorii twórca |
| Fritz Kraatz         | 1947–48   |                                                   |
| George Hardy         | 1948–51   |                                                   |
| Fritz Kraatz         | 1951–54   |                                                   |
| Walter Brown         | 1954–57   | Przyjęty do Galerii Sławy IIHF w kategorii twórca |
| John Francis Ahearne | 1957–60   | Przyjęty do Galerii Sławy IIHF w kategorii twórca |
| Robert Le Bel        | 1960–63   |                                                   |
| John Francis Ahearne | 1963–66   |                                                   |
| Thayer Tutt          | 1966–69   | Przyjęty do Galerii Sławy IIHF w kategorii twórca |
| John Francis Ahearne | 1969–75   |                                                   |
| Günther Sabetzki     | 1975–94   | Przyjęty do Galerii Sławy IIHF w kategorii twórca |
| René Fasel           | 1994-2021 |                                                   |
| Luc Tardif           | od 2021   |                                                   |

## Wyróżnienia IIHF
- Galeria Sławy IIHF
- W maju 2008 roku 56 ekspertów z 16 państw wybrało szóstkę hokeistów stanowiącą Skład Stulecia. Są nimi: Władisław Trietjak (bramkarz), Wiaczesław Fietisow (obrońca, ZSRR/Rosja), Börje Salming (obrońca, Szwecja), Walerij Charłamow (skrzydłowy, ZSRR), Siergiej Makarow (skrzydłowy, ZSRR/Rosja), Wayne Gretzky (center, Kanada)[3].